# 東山代駅
東山代駅（ひがしやましろえき）は、佐賀県伊万里市東山代町長浜にある、松浦鉄道西九州線の駅である。

## 歴史
- 1930年（昭和5年）3月21日：鉄道省松浦線の駅として開設[1]。
- 1960年（昭和35年）4月25日：業務委託駅化（鉄道弘済会受託）[2][注釈 1]。
- 1962年（昭和37年）10月1日：貨物取扱廃止[1]。
- 1970年（昭和45年）10月1日：荷物扱い廃止[3]、無人駅化[4]。
- 1987年（昭和62年）4月1日：国鉄分割民営化に伴い、JR九州松浦線の駅となる[1]。
- 1988年（昭和63年）4月1日：第三セクター松浦鉄道へ転換、同社西九州線の駅となる[1]。

## 駅構造
単式ホーム1面1線を有する地上駅。
無人駅。駅舎は無いが、待合室とトイレが設置されている。
2024年（令和6年）1月、クラウドファンディングにより伊万里市内7駅の駅名標が更新され、当駅でも駅名標が新調された。
なお、旧駅舎が民家に転用されてそのまま残っている。

## 利用状況
近年の1日平均乗車人員の推移は以下の通り。
| 乗車人員推移 | 乗車人員推移 |
| 年度         | 1日平均人数  |
| ------------ | ------------ |
| 1998         | 46           |
| 1999         | 43           |
| 2000         | 45           |
| 2001         | 67           |
| 2002         | 43           |
| 2003         | 39           |
| 2004         | 41           |
| 2005         | 31           |
| 2006         | 41           |
| 2007         | 42           |
| 2008         | 32           |
| 2009         | 19           |
| 2010         | 31           |
| 2011         | 31           |
| 2012         | 31           |
| 2013         | 21           |
| 2014         | 21           |
| 2015         | 22           |
| 2016         | 30           |
| 2017         | 30           |

## 駅周辺
- 東山代郵便局
- 長浜ダム
- 国道204号

## その他
- 当駅旧駅舎が民家に転用されたことで、TBSテレビのバラエティ番組『水曜日のダウンタウン』（2020年2月5日放送分）で「日本一の駅近物件なら電車がホームに到着してから家出ても間に合う説」のランキングで当駅が1位に紹介された[7]。

## 隣の駅
松浦鉄道
■西九州線
伊万里駅 - 東山代駅 - 里駅